# Heini Baumgartner
Heini Baumgartner (27 de julio de 1963) es un deportista suizo que compitió en esquí acrobático, especialista en la prueba de acrobacias.
Ganó tres medallas de bronce en el Campeonato Mundial de Esquí Acrobático entre los años 1995 y 1999.

## Medallero internacional
| Campeonato Mundial | Campeonato Mundial  | Campeonato Mundial | Campeonato Mundial |
| Año                | Lugar               | Medalla            | Competición        |
| ------------------ | ------------------- | ------------------ | ------------------ |
| 1995               | La Clusaz (Francia) | Medalla de bronce  | Acrobacias         |
| 1997               | Nagano (Japón)      | Medalla de bronce  | Acrobacias         |
| 1999               | Meiringen (Suiza)   | Medalla de bronce  | Acrobacias         |